# A*Teens
 (janvier 2024).
A*Teens est un groupe suédois de pop musique originaire de Stockholm. Formé en 1999, il est créé en hommage au groupe suédois ABBA, avec, comme leurs aînés, quatre membres : Marie Serneholt, Dhani Lennevald, Sara Lumholdt et Amit Sebastian Paul. Dans un premier temps appelé ABBA Teens, le groupe est finalement rebaptisé A*Teens.

## The ABBA Generation
Le premier album du groupe, The ABBA Generation, sorti en 1999, reprend les plus célèbres chansons d'ABBA, avec notamment Mamma Mia, Gimme! Gimme! Gimme! (A Man After Midnight), Super Trouper, One Of Us, Dancing Queen, Voulez-Vous…
Le single Mamma Mia est en tête des ventes en Suède pendant huit semaines. Le groupe se lance alors dans une tournée aux États-Unis. L'album devient rapidement un succès mondial, avec plus de six millions d'albums vendus à travers le monde entre 1999 et 2001.
En février 2001, il sort l'album Teen Spirit, cette fois exclusivement composé de chansons de leur cru, sauf une. La chanson Heartbreak Lullaby est utilisée pour la bande originale du film Princesse malgré elle. Une autre innovation de cet album est que les garçons chantent.
Les albums Pop 'Til You Drop! et New Arrival suivent. Leur reprise de Can't Help Falling in Love d'Elvis Presley est employée dans la bande originale de Lilo & Stitch.
En 2004, le groupe sort un album Greatest Hits, qui est une compilation de ses plus grands succès, avec une chanson inédite, I Promised Myself, reprise de Nick Kamen. Il cesse ensuite toute activité commune.
Le 15 avril 2006, son site internet annonce officiellement la séparation du groupe. Les membres entament alors des carrières en solo, avec plus ou moins de succès.
En février 2024, le groupe se reforme exceptionnellement pour une représentation réalisée lors du concours musical suédois du Melodifestivalen.

## Discographie

### Singles
- Mamma Mia (1999)
- Super Trouper (1999)
- Gimme! Gimme! Gimme! (A Man After Midnight) (1999)
- Happy New Year (1999)
- Dancing Queen (2000)
- Upside Down (2000)
- Halfway Around The World (2001)
- Sugar Rush (2001)
- Heartbreak Lullaby (2001)
- Can't Help Falling In Love (2002)
- Floorfiller (2002)
- A Perfect Match (2003)
- I Promised Myself (2004)

### Singles Promotionnel
- The Name Of The Game (2000)
- Take A Chance On Me (2000)
- Let Your Heart Do All The Talking (2003)
- Bounce With Me (2003)

### Apparitions
- Under The Sea (2002)
- I Wish It Could Be Christmas Everyday (2002)